# KXTV/KOVR Tower
KXTV/KOVR Tower – maszt radiowy w mieście Walnut Grove w Kalifornii. Jego wysokość to 624,5 metra. Jest to trzeci pod względem wysokości maszt radiowy na świecie, a zarazem najwyższa budowla w Kalifornii.

## Podobne konstrukcje
- KVLY/KTHI TV Mast (628,8 m)
- KXJB-TV mast (627,8 m)